# یواس‌اس جنکینس (دی‌دی-۴۴۷)
یواس‌اس جنکینس (دی‌دی-۴۴۷) (به انگلیسی: USS Jenkins (DD-447)) یک کشتی بود که طول آن ۳۷۶ فوت ۴ اینچ (۱۱۴٫۷۱ متر) بود. این کشتی در سال ۱۹۴۲ ساخته شد.